# Freyella felleyra
Freyella felleyra är en sjöstjärneart som beskrevs av McKnight 2006. Freyella felleyra ingår i släktet Freyella och familjen Freyellidae. Inga underarter finns listade i Catalogue of Life.